# Décembre 1871

## Événements
- 14 décembre, Canada : Marc-Amable Girard devient le premier franco-manitobain à être premier ministre du Manitoba.
- 16 décembre : Découverte de la galaxie NGC 463
- 17 décembre, France : Louise Michel se fait juger devant la cour pour avoir participé au mouvement de la Commune de Paris.

- 23 décembre, Japon : départ pour les États-Unis et l’Europe de la Mission Iwakura, une mission officielle menée par l’aristocrate Tomomi Iwakura, artisan principal de la Restauration, accompagnée de plusieurs membres du gouvernement et d’experts. Mori Arinori (1847-1889) est nommé premier ministre plénipotentiaire du Japon auprès des États-Unis à Washington.

- 30 décembre, France : fondation de la société Les Petits-Fils de François Wendel et Cie dirigée par Henri et Robert de Wendel.

## Naissances
- 2 décembre : Stanislas Blanchard, politicien de l'Île-du-Prince-Édouard.
- 13 décembre : Emily Carr, née en Colombie-Britannique, peintre canadienne.
- 16 décembre : 
  - Edwin Field (mort le 9 janvier 1947), joueur anglais de rugby à XV
  - Ernest Shipman (mort le 7 août 1931), producteur canadien
  - Manuel Fernández Silvestre (mort le 22 juillet 1921), général espagnol
- 23 décembre : Georges Charbonneau, peintre français.

## Décès
- 7 décembre : Nicolas-Prosper Levasseur, chanteur d'opéra.
- 16 décembre : 
  - Albert Grzymalda (né le 23 avril 1793), homme politique polonais
  - Willibald Alexis (né le 29 juin 1798), écrivain allemand